# Дрезденска оръжейна палата
Дрезденската оръжейна палата (на немски: Rüstkammer) в Дрезден е част от Държавните художествени колекции на Дрезден.
Представлява световноизвестна колекция от парадно оръжие, доспехи и портрети. Дълго време се намира в залите на Цвингера, а от февруари 2013 г. колекцията е преместена в Дрезденския замък-резиденция, на мястото на своето първоначално разположение през 15 от XV век.
Оръжейната палата притежава голяма колекция от над 10 хиляди броя експонати от XVI – XVIII в., които са изработени от майстори от цяла Европа. В колекцията има 2200 меча, саби, шпаги, кинжали, както и историческо огнестрелно оръжие, представено от 1400 пистолета и 1600 пушки.